# Sybirak (czasopismo 1934–1939)
Sybirak – polskie czasopismo wydawane w latach 30. II Rzeczypospolitej.
Czasopismo było organem prasowym Związku Sybiraków. W zamierzeniu powstało celem skupienia w jednym periodyku problematyki dotyczącej polskich zesłańców na Syberię i Daleki Wschód Imperium Rosyjskiego oraz Związku Sowieckiego. 
Na początku istnienia czasopisma redaktorem odpowiedzialnym był Artur Zabęski. Później redaktorem został Marceli Poznański, pełniący tę posadę do końca istnienia pisma. W czasopiśmie publikowali m.in. Stanisław Lubodziecki, Antoni Anusz, Jan Skorobohaty-Jakubowski, Józef Birkenmajer, Justyn Sokulski, Konstanty Symonolewicz.
Pierwotnie od 1934 pismo ukazywało się jako kwartalnik, od 1937 było wydawane z mniejszą częstotliwością. Pierwszy numer ukazał się w 1934, a ostatni w lipcu 1939. W całym okresie istnienia cena egzemplarza „Sybiraka” wynosiła 1,50 zł.

## Wydania
| - 1934: 1 - X.1934: 2 - XII.1934: 3-4 |  | - III.1935: 5 - VI.1935: 6 - X.1935: 7 - XII.1935: 8 |  | - IV.1936: 9 - VI.1936: 10 - X.1936: 11 - XII.1936: 12 |  | - VI.1937: 13 |  | - VII.1938: 14 - X.1938: 15 - XI.1938: 16 |  | - I.1939: 17 - IV.1939: 18 - VII.1939: 19 |